# NGC 4138
NGC 4138 é uma galáxia espiral (S0-a) localizada na direcção da constelação de Canes Venatici. Possui uma declinação de +43° 41' 08" e uma ascensão recta de 12 horas, 09 minutos e 29,7 segundos.
A galáxia NGC 4138 foi descoberta em 14 de Janeiro de 1788 por William Herschel.